# محمد بن أحمد الباعوني
محمد بن أحمد الباعوني هو شمس الدين ابي البركات مُحَمَّد بن أَحْمد بن نَاصِر بن خَليفَة بن فَرح بن عبد الله بن عبد الرَّحْمَن الشَّمْس بن الشهَاب الباعوني الدِّمَشْقِي الشَّافِعِي أَخُو إِبْرَاهِيم ويوسف.
وِلِدَ بدمشق وتوفي فيها (776 - 870 هجري = 1374 - 1466 ميلادي). والباعوني: نسبة إلى باعون، من قرى عجلون شرقي الأردن.[بحاجة لمصدر]

## حياته
ولد بدمشق ونشأ بها فحفظ القرآن والمنهاج، وعرضه على جماعة. وأخذ الفقه عن أبيه والأستاذين شهاب الدين أحمد بن عبد الله بن بدر الغزي ومحمد بن أحمد بن موسى بن عبد الله الشمس الكفيري العجلوني، واشتغل في غيرالفقه أيضاً، وسمع الحديث على الشمس محمد بن محمد بن علي خطاب وعائشة ابنة ابن عبد الهادي وغيرهما، وتعاني النظم فاكثروا وأتى فيه بالحسن. ونظم السيرة النبوية للعلاء مغلطاي، وسماه «منحة اللبيب في سيرة الحبيب» يزيد على ألف بيت، وعمل «تحفة الظرفاء في تاريخ الملوك والخلفاء» و«ينابيع الأحزان» في مجلد عمله بعد موت وبد له وغير ذلك، وكتب الكثير من كتب الحديث ونحوه بخطه. وخطب بالجامع الناصري بن منجك المعروف بمسجد القصب، وكذلك بجامع دمشق، وباشر نظر الأسرى والأسوار وغيرهما مدة، ثم انفصل عنها وجمع نفسه على العبادة، وحدث بشيء من نظمه وغير ذلك. وممن كتب عنه أبو العباس المجدلي الواعظ بل نقل ابن خطيب الناصرية في تاريخ من نظمه ووصفه بالإمام الفاضل العالم، وكتب عنه من نظمه أشياء بل قرأ عليه بعض مروياته وكان مجموعاً حسناً. مات في رمضان ودفن عند والده خلف زاوية ابن داود رحمه الله. ومما أنشد في رثاء ولد له مضمناً:
أمحمداً إن كان قد عز اللقا ومضت مسرات الحياة بأسرها
فلأبكينك ما حييت وإن أمت فلتبكينك أعظمي في قبرها

## مؤلفاته
- تخميس قصيدة ابن زريق.[1]
- ينابيع الأحزان.[3]
- تحفة الظرفاء في تاريخ الملوك والخلفاء، أرجوزة في تاريخ الخلفاء والسلاطين الذين تولوا مصر إلى عهد الاشرف برسباي.[6]
- منحة اللبيب في سيرة الحبيب، أرجوزة نظم بها السيرة النبوية لمغلطاي.[7]
- الحظ الموفور في مدح ابن الفرفور.
- جواهر المطالب في مناقب الإمام علي بن أبي طالب (كتاب).[2][8]
- فرائد السلوك في تاريخ الخلفاء والملوك.